# Фелен (Німеччина)
Фелен (нім. Velen) — громада в Німеччині, знаходиться в землі Північний Рейн-Вестфалія. Підпорядковується адміністративному округу Мюнстер. Входить до складу району Боркен.
Площа — 70,52 км2. Населення становить 13 112 ос. (станом на 31 грудня 2020).